# Condado de Elbert (Colorado)
O Condado de Elbert é um dos 64 condados do Estado americano do Colorado. A sede do condado é Kiowa, e sua maior cidade é Kiowa. O condado possui uma área de 4 794 km² (dos quais 0 km² estão cobertos por água), uma população de 19,872 habitantes, e uma densidade populacional de 1 hab/km² (segundo o censo nacional de 2000). O condado foi fundado em 2 de fevereiro de 1874.